# Wojciech Fortuna
Wojciech Fortuna (* 6. srpna 1952, Zakopane) je bývalý polský skokan na lyžích. Na Zimních olympijských hrách 1972 v Sapporu získal zlatou medaili na velkém můstku.
Skokům se věnoval od devíti let v klubu Wisla-Gwardia v rodném Zakopaném, trénoval ho Janusz Fortecki. Vyučil se autoelektrikářem. Poprvé reprezentoval na mistrovství Evropy juniorů v roce 1970, kde skončil šestnáctý. Před sapporskou olympiádou vyhrál polské nominační závody, ale pro nezkušenost dostal pouze pozici náhradníka a do olympijského výběru se dostal až po zranění Józefa Przybyły. Na olympiádě překvapil již šestým místem na středním můstku. Životní závod na velkém můstku absolvoval 11. února 1972, když v prvním kole využil náhlého poryvu větru a skočil olympijský rekord 111 metrů. Jury se po jeho pokusu radila, zda kvůli bezpečnosti skokanů závod nezrušit, ale nakonec schválila pokračování. Ve druhém kole skočil Fortuna pouze 87,5 metrů, což však v konečném součtu stačilo na první místo o jedinou desetinu bodu před Walterem Steinerem ze Švýcarska. Získal tak pro Polsko historicky první zlatou medaili ze zimní olympiády. Replika jeho zlaté medaile je vystavena v aleji hvězd polského sportu v Dziwnówě.
Na mistrovství světa v klasickém lyžování v roce 1974 obsadil Fortuna 29. místo na středním můstku a 37. místo na velkém můstku. Čtyřikrát se zúčastnil Turné čtyř můstků, kde obsadil 23. místo (1971/72), 18. místo (1972/73), 53. místo (1973/74) a 35. místo (1974/75). V roce 1975 byl druhý na Beskydském poháru. Jeho osobním rekordem bylo 132 metrů, které skočil na mamutím můstku Letalnica.
Kariéru ukončil v roce 1979. Pracoval jako taxikář, byl stíhán za nelegální obchody a léčil se z alkoholismu. Od roku 1986 žil v USA, kde založil firmu Fortuna Painting. Pro polskou televizi příležitostně spolukomentoval sportovní přenosy, v roce 1997 převzal Řád znovuzrozeného Polska. Byl o něm natočen film Drugi skok, vydal vzpomínkové knihy Prawda o Sapporo a Szczęście w powietrzu.
V roce 2015 prodal svoji zlatou medaili, aby zaplatil léčbu zraněným sportovcům Natalii Czerwonkové a Nicholasi Fairallovi.